# Bremer SV
Bremer SV is een Duitse voetbalclub uit de stad Bremen. De club werd opgericht in 1906.

## Geschiedenis
De club werd op 1 januari 1906 opgericht door studenten van de Bremer Realschule als Bremer Ballspiel Vereins -Sport- von 1906. In 1914 promoveerde de club naar de Bremer stadsliga, een van de regionale competities van de Noord-Duitse voetbalbond. In 1918 werd de club vicekampioen achter Bremer SC 1891. Op 1 augustus 1920 werd de naam gewijzigd in Bremer SV 1906. In seizoen 1920/21 werden de vele regionale competitie opgeheven en vervangen door twee reeksen van tien clubs. Bremer SV werd vicekampioen in reeks II achter Hannoverscher SV 96.
Het volgende seizoen werden er weer meerdere competities ingevoerd, maar er speelden nu ook clubs van buiten Bremen in de competitie. De club werd vicekampioen achter ABTS 1891. Ook de volgende seizoen eindigde de club in de subtop. In 1924/25 werd de club kampioen van de groep Weser-Jade, na een overwinning op VfB Komet 1896. Hierdoor plaatste de club zich voor het eerst voor de Noord-Duitse eindronde en werd in de voorronde verslagen door Kilia Kiel.
In 2014 werd de club kampioen van de Bremen-Liga en nam deel aan de eindronde om promotie, maar stuitte hier op VfB Lübeck en FT Braunschweig. In 2016 werden ze opnieuw kampioen en konden ook nu geen promotie afdwingen via de eindronde.

## Eindklasseringen vanaf 1964
| Seizoen | Competitie          | Niveau | Eindstand | DFB Pokal | Opmerking |
| ------- | ------------------- | ------ | --------- | --------- | --- |
| 1963/64 | Amateurliga Bremen  | III    | 2         | --        | |
| 1964/65 | Amateurliga Bremen  | III    | 1         | --        | 1e in promotieserie groep A met 4 clubs |
| 1965/66 | Regionalliga Nord   | II     | 13        | --        | |
| 1966/67 | Regionalliga Nord   | II     | 17        | --        | |
| 1967/68 | Amateurliga Bremen  | III    | 8         | --        | |
| 1968/69 | Amateurliga Bremen  | III    | 5         | --        | |
| 1969/70 | Amateurliga Bremen  | III    | 9         | --        | |
| 1970/71 | Amateurliga Bremen  | III    | 7         | --        | |
| 1971/72 | Amateurliga Bremen  | III    | 3         | --        | |
| 1972/73 | Amateurliga Bremen  | III    | 8         | --        | |
| 1973/74 | Amateurliga Bremen  | III    | 2         | --        | |
| 1974/75 | Oberliga Nord       | III    | 17        | --        | |
| 1975/76 | Verbandsliga Bremen | IV     | 7         | --        | |
| 1976/77 | Verbandsliga Bremen | IV     | 2         | 1e ronde  | < SV Chio Waldhof: 0-6 |
| 1977/78 | Verbandsliga Bremen | IV     | 1         | --        | 1e in promotieserie groep B met 4 clubs |
| 1978/79 | Oberliga Nord       | III    | 13        | --        | |
| 1979/80 | Oberliga Nord       | III    | 15        | 1e ronde  | < Borussia Dortmund: 0-7; Winnaar Bremer Pokal > Blumenthaler SV: 7-3 n.v.                                                                                   |
| 1980/81 | Oberliga Nord       | III    | 14        | 1e ronde  | < SC Freiburg: 2-4 |
| 1981/82 | Verbandsliga Bremen | IV     | 2         | --        | |
| 1982/83 | Verbandsliga Bremen | IV     | 1         | --        | 3e in promotieserie groep B met 4 clubs |
| 1983/84 | Verbandsliga Bremen | IV     | 2         | --        | |
| 1984/85 | Verbandsliga Bremen | IV     | 1         | --        | 3e in promotieserie groep B met 4 clubs; Winnaar Bremer Pokal > Werder Bremen Amateurs: 1-0                                                                  |
| 1985/86 | Verbandsliga Bremen | IV     | 1         | 1e ronde  | < MSV Duisburg: 1-3; 2e in promotieserie groep B met 4 clubs, play-off > VfR Osterode 08: 1-1 (5-4 n.s.); Winnaar Bremer Pokal > Werder Bremen Amateurs: 3-1 |
| 1986/87 | Oberliga Nord       | III    | 16        | 2e ronde  | < FC St. Pauli: 0-3 |
| 1987/88 | Oberliga Nord       | III    | 12        | --        | |
| 1988/89 | Oberliga Nord       | III    | 16        | --        | |
| 1989/90 | Oberliga Nord       | III    | 16        | --        | |
| 1990/91 | Oberliga Nord       | III    | 8         | --        | Winnaar Bremer Pokal > Werder Bremen Amateurs: 0-0 (9-8 n.s.)                                                                                                |
| 1991/92 | Oberliga Nord       | III    | 16        | 1e ronde  | < SC Fortuna Köln: 0-7 |
| 1992/93 | Verbandsliga Bremen | IV     | 15        | --        | |
| 1993/94 | Landesliga Bremen   | V      | 11        | --        | |
| 1994/95 | Landesliga Bremen   | VI     | 3         | --        | |
| 1995/96 | Landesliga Bremen   | VI     | 4         | --        | |
| 1996/97 | Landesliga Bremen   | VI     | 2         | --        | |
| 1997/98 | Verbandsliga Bremen | V      | 7         | --        | |
| 1998/99 | Verbandsliga Bremen | V      | 5         | --        | |
| 1999/00 | Verbandsliga Bremen | V      | 2         | --        | Finalist Bremer Pokal > Werder Bremen Amateurs: 1-4 |
| 2000/01 | Verbandsliga Bremen | V      | 3         | --        | |
| 2001/02 | Bremen-Liga         | V      | 2         | --        | |
| 2002/03 | Bremen-Liga         | V      | 3         | --        | |
| 2003/04 | Bremen-Liga         | V      | 6         | --        | |
| 2004/05 | Bremen-Liga         | V      | 7         | --        | |
| 2005/06 | Bremen-Liga         | V      | 6         | --        | |
| 2006/07 | Bremen-Liga         | V      | 1         | --        | Kreeg geen licentie voor Oberliga |
| 2007/08 | Bremen-Liga         | V      | 2         | --        | |
| 2008/09 | Bremen-Liga         | V      | 2         | --        | Ziet af van deelname aan promotieserie; Finalist Bremer Pokal > FC Oberneuland: 0-4                                                                          |
| 2009/10 | Bremen-Liga         | V      | 2         | --        | |
| 2010/11 | Bremen-Liga         | V      | 2         | --        | Finalist Bremer Pokal > FC Oberneuland: 1-2 |
| 2011/12 | Bremen-Liga         | V      | 2         | --        | |
| 2012/13 | Bremen-Liga         | V      | 2         | --        | |
| 2013/14 | Bremen-Liga         | V      | 1         | --        | 3e in promotieserie met VfB Lübeck en FT Braunschweig; winnaar Bremer Pokal > Blumenthaler SV: 1-0                                                           |
| 2014/15 | Bremen-Liga         | V      | 1         | 1e ronde  | < Eintracht Braunschweig: 0-1; 3e in promotieserie met VfV 06 Hildesheim en TSV Schilksee; winnaar Bremer Pokal > Brinkumer SV: 5-1                          |
| 2015/16 | Bremen-Liga         | V      | 1         | 1e ronde  | < Eintracht Frankfurt: 0-3; 4e in promotieserie met 4 clubs; winnaar Bremer Pokal > Blumenthaler SV: 3-0                                                     |
| 2016/17 | Bremen-Liga         | V      | 1         | 1e ronde  | < SV Darmstadt 98: 0-7; 4e in promotieserie met 4 clubs; Finalist Bremer Pokal > Leher TS: 0-0 (8-9 n.s.)                                                    |
| 2017/18 | Bremen-Liga         | V      | 4         | --        | |
| 2018/19 | Bremen-Liga         | V      | 1         | --        | 3e in promotieserie met Altona 93 en Heider SV; Finalist Bremer Pokal > FC Oberneuland: 0-1                                                                  |
| 2019/20 | Bremen-Liga         | V      | 5         | --        | competitie afgebroken i.v.m. coronapandemie |
| 2020/21 | Bremen-Liga         | V      | --        | --        | Competitie afgebroken i.v.m. coronapandemie; winnaar Bremer Pokal > Brinkumer SV: 2-1                                                                        |
| 2021/22 | Bremen-Liga         | V      | 1         | 1e ronde  | < FC Bayern München: 0-12; winnaar Bremer Pokal > Leher TS: 1-0; 2e in promotieserie met 4 clubs                                                             |
| 2022/23 | Regionalliga Nord   | IV     | 14        | 1e ronde  | < FC Schalke 04: 0-5; pd-wedstrijd > USI Lupo Martini Wolfsburg: 0-0/2-1                                                                                     |
| 2023/24 | Regionalliga Nord   | IV     | 11        | --        | Winnaar Bremer Pokal > SV Hemelingen: 3-1 |
| 2024/25 | Regionalliga Nord   | IV     | 15        | 1e ronde  | > SC Paderborn 07: 0-4; Finalist Bremer Pokal > SV Hemelingen: 0-1                                                                                           |